# Estádio José Antônio Abilio de Lima
O José Antônio Abilio de Lima, mais conhecido simplesmente como Abilhão, é um estádio de futebol, situado no município de Quixadá (CE).
O Abilhão tem uma longa história de mudanças de nome. Inicialmente foi denominado Luciano de Queiroz. Depois a câmara de vereadores mudou o nome para José Baquit, depois para Estádio dos Imigrantes, novamente para Luciano Queiroz e, finalmente, para o nome atual.
O estádio pertence a Prefeitura Municipal de Quixadá, recebe os jogos do time local, o Quixadá Futebol Clube.
Em 2007, o Quixadá Futebol Clube mandou seus jogos da primeira divisão do campeonato cearense no Estádio Clenilsão em Horizonte, Ceará.